# Lisse-en-Champagne
 Lisse-en-Champagne  es una comuna francesa situada en el departamento de Marne, en la región de Grand Est.

## Demografía
| 112 | 121 | 117 | 122 | 118 | 99 | 117 |
| Para los censos de 1962 a 1999 la población legal corresponde a la población sin duplicidades (Fuente: INSEE [Consultar]) |     |     |     |     |    |     |